# May Mahlangu
May Malhangu est un footballeur international sud-africain, né le 1er mai 1989 à Secunda. Il évolue au poste de milieu de terrain offensif dans le club kazakh du FK Ordabasy Chimkent.

## Biographie

### IFK Hässelholm
Formé à la Stars of Africa Academy, il est repéré par Helsingborgs IF qui le prête directement en août 2008 à l'IFK Hässleholm en Div 2 Södra Götaland jusqu'à la fin de la saison. Il dispute son premier match sous ses nouvelles couleurs le 3 août 2008 à domicile face à Asmundtorps IF (13e journée, victoire 1-0). Cette saison-là, il participe à 5 autres rencontres, inscrivant son premier but en Suède le 14 septembre 2008 lors d'une victoire 3-0 à domicile face au GIF Nike. C'est également au cours de cette saison qu'il se fera exclure pour la première fois en Suède.
Repéré par Bo Nilsson à l'occasion d'un match amical entre Helsingborgs IF et l'IFK Hässleholm il est recruté pour 3 ans par les Rouge et Bleu le 13 mars 2009 mais n'intègre l'effectif pro d'HIF qu'au cours de l'été 2009. Il est entre-temps laissé à la disposition du club d'Hässleholm, où il avait fait ses premières armes européennes. Plus que jamais titulaire dans l'effectif scanien, il impressionne en marquant 5 buts dans les 10 matchs auxquels il participe. 

### Helsingborgs IF
Il joue son premier match pour Helsingborgs IF le 9 août 2009 à domicile face à Örebro SK (défaite 1-0), profitant d'une cascade d'absents au sein de l'effectif du club scanien. Il participera à 7 autres rencontres jusqu'à la fin de saison, à chaque fois en tant que titulaire. 
Au début de la saison 2010, il peine toutefois à s'imposer et fait surtout figure de remplaçant au club. Mais le jeune sud-africain va petit à petit gagner la confiance de son entraîneur et prendre définitivement ses galons de titulaire et participant à la lutte pour le titre avec Helsingborgs IF. Il marque également, cette saison-là, ses premiers buts en Allsvenskan, le premier d'entre eux ayant lieu à Gävle le 10 mai 2010 à l'occasion d'une victoire 3-1 sur Gefle IF. Enfin, c'est en 2010 qu'il ajoute enfin une ligne à son palmarès en remportant la Coupe de Suède.
En 2011 il fait partie des cadres de l'équipe et commence à se faire un nom parmi les recruteurs Européens. Il choisit malgré tout de se réengager pour deux saisons supplémentaires avec Helsingborgs IF. À l'issue de la saison, il est désigné joueur de l'année du Championnat de Suède de football 2011.
Le 8 février 2020, il s'engage pour un an en faveur de l'Ordabasy Chimkent.

## Palmarès

### En club
- Helsingborgs IF
  - Championnat de Suède
    - Vainqueur (1) : 2011.
    - Finaliste (1) : 2010.

  - Coupe de Suède
    - Vainqueur (2) : 2010 et 2011.

  - Supercoupe de Suède
    - Vainqueur (2) : 2011 et 2012.

- Dinamo Bucarest
  - Coupe de la Ligue roumaine
    - Vainqueur (1) : 2017

### Distinctions personnelles
- En 2011 : Élu Joueur de l'année du Championnat de Suède.

## Statistiques
| Saison                | Club                  | Championnat           | Championnat | Championnat | Coupe(s) nationale(s) | Coupe(s) nationale(s) | Supercoupe | Supercoupe | Compétition(s) continentale(s) | Compétition(s) continentale(s) | Compétition(s) continentale(s) | Afrique du Sud | Afrique du Sud | Total | Total |
| Saison                | Club                  | Division              | M.          | B.          | M.                    | B.                    | M.         | B.         | Comp.                          | M.                             | B.                             | M.             | B.             | M.    | B.    |
| 2008                  | IFK Hässleholm (prêt) | 4                     | 16          | 6           | -                     | -                     | -          | -          | -                              | -                              | -                              | -              | -              | 16    | 6     |
| 2009                  | Helsingborgs IF       | 1                     | 8           | 0           | 1                     | 0                     | -          | -          | C3                             | 1                              | 0                              | -              | -              | 10    | 0     |
| 2010                  | Helsingborgs IF       | 1                     | 19          | 3           | 3                     | 0                     | -          | -          | -                              | -                              | -                              | -              | -              | 22    | 3     |
| 2011                  | Helsingborgs IF       | 1                     | 27          | 4           | 5                     | 1                     | 1          | 0          | C3                             | 4                              | 0                              | -              | -              | 37    | 5     |
| 2012                  | Helsingborgs IF       | 1                     | 30          | 0           | 1                     | 0                     | 1          | 0          | C1+C3                          | 6+6                            | 0+0                            | 5              | 1              | 49    | 1     |
| 2013                  | Helsingborgs IF       | 1                     | -           | -           | 3                     | 0                     | -          | -          | -                              | -                              | -                              | 4              | 1              | 7     | 1     |
| Total sur la carrière | Total sur la carrière | Total sur la carrière | 100         | 13          | 13                    | 1                     | 2          | 0          | -                              | 17                             | 0                              | 9              | 2              | 141   | 16    |

### Buts internationaux
| Buts internationaux de May Mahlangu (2) | Buts internationaux de May Mahlangu (2) | Buts internationaux de May Mahlangu (2)     | Buts internationaux de May Mahlangu (2) | Buts internationaux de May Mahlangu (2) | Buts internationaux de May Mahlangu (2) | Buts internationaux de May Mahlangu (2) | Buts internationaux de May Mahlangu (2) |
|                                         | Date                                    | Lieu                                        | Adversaire                              | Score                                   | Résultat                                | Compétition                             |                                         |
| --------------------------------------- | --------------------------------------- | ------------------------------------------- | --------------------------------------- | --------------------------------------- | --------------------------------------- | --------------------------------------- | --------------------------------------- |
| 1.                                      | 22 décembre 2013                        | Stade Moses-Mabhida, Durban, Afrique du Sud | Malawi                                  | 3-1                                     | 3-1                                     | Match amical                            |                                         |
| 2.                                      | 27 janvier 2013                         | Stade Moses-Mabhida, Durban, Afrique du Sud | Maroc                                   | 1-1                                     | 2-2                                     | CAN 2013                                |                                         |